# Psammogorgia anastomosans
Psammogorgia anastomosans är en korallart som beskrevs av Stiasny 1935. Psammogorgia anastomosans ingår i släktet Psammogorgia och familjen Plexauridae. Inga underarter finns listade i Catalogue of Life.